# Helix (Ohr)

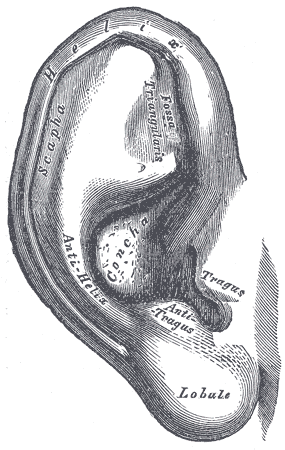
Die Ohrmuschel

Die Helix (vom griechischen Spirale, Windung, Schraube) ist der medizinische Fachausdruck für den wulstartig verdickten Rand  der Ohrmuschel. Sie besteht aus Knorpel, der von Haut bedeckt ist.  An der Seite des Ohres verläuft sie relativ gerade von unten nach oben,  im oberen Anteil  bogenförmig auf den Schädel zu. Relativ häufig hat die Helix im oberen seitlichen Anteil eine kleine Verdickung aus Knorpel und Haut, die Darwin-Ohrhöcker oder auch Darwin-Tuberkulum, darwinscher Ohrhöcker oder Darwinhöcker genannt wird.  An der  Helix wird das sogenannte Helix-Piercing vorgenommen.
An der Helix können sich im Rahmen einer gutartigen Knorpelerkrankung, der Chondrodermatitis, Ohrknötchen bilden.

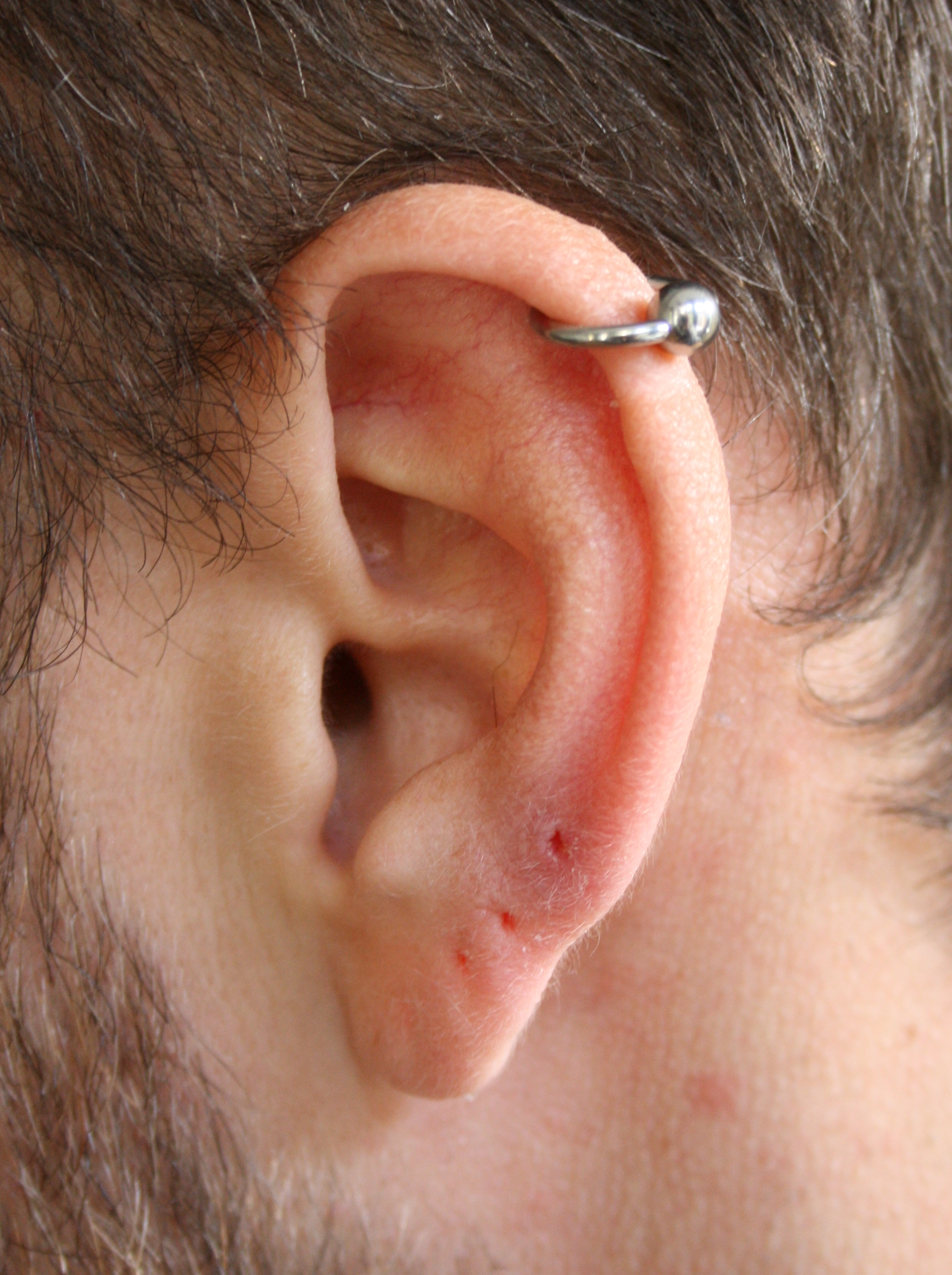
Helix-Piercing
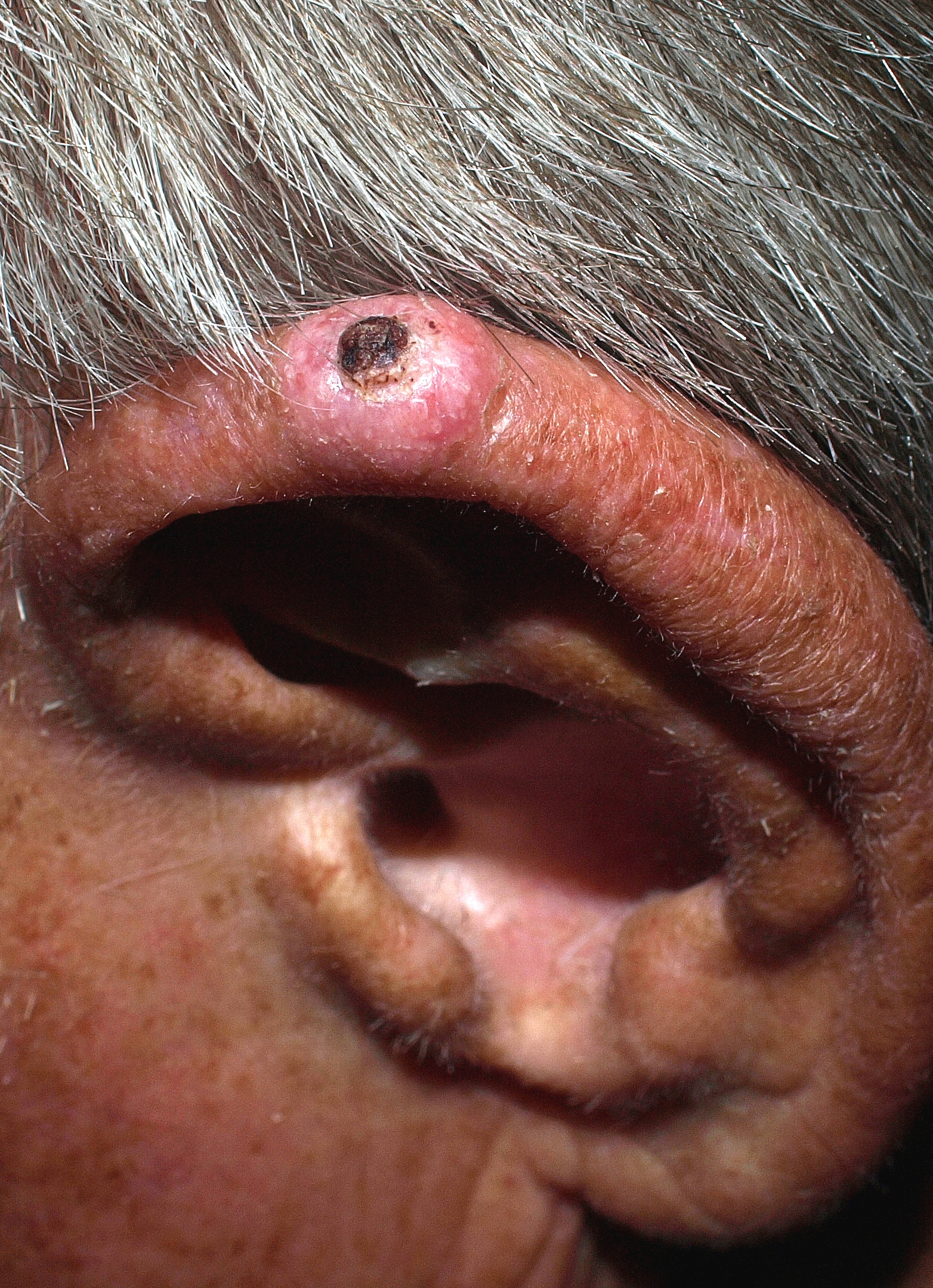
Chondrodermatitis – Ohrknötchen am Helix
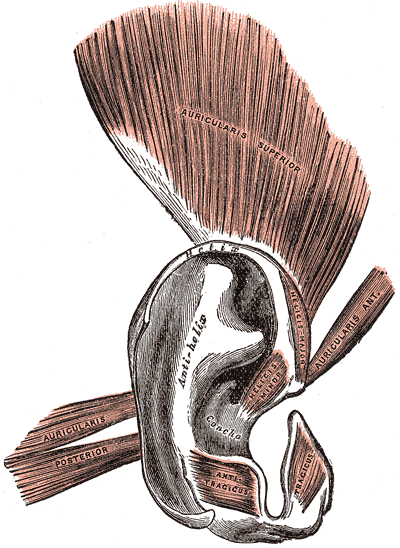
Die Muskulatur der Ohrmuschel